# Saut à la perche masculin aux championnats du monde d'athlétisme 1997
Navigation
Göteborg 1995 Séville 1999
L'épreuve de saut à la perche masculin des championnats du monde d'athlétisme de 1997 s'est déroulée les 8 et 10 août de la même année au Stade olympique d'Athènes (Grèce), remportée par l'Ukrainien Sergueï Bubka pour la sixième fois consécutive, qui hausse d'un centimètre sa performance de 1993, achevant ainsi au sommet ses participations directes à cette compétition.
Le Russe Maksim Tarasov conserve quant à lui sa médaille d'argent de 1995 et l'Américain Dean Starkey complète pour la première fois le podium des médaillés.

## Résultats

### Finale
| Rang               | Athlète            | Pays           | Essais | Essais | Essais | Essais | Essais | Essais | Essais | Essais | Essais | Marque | Notes |
| Rang               | Athlète            | Pays           | 5.50m  | 5.70m  | 5.80m  | 5.86m  | 5.91m  | 5.96m  | 6.01m  | 6.06m  | 6.15m  | Marque | Notes |
| ------------------ | ------------------ | -------------- | ------ | ------ | ------ | ------ | ------ | ------ | ------ | ------ | ------ | ------ | ----- |
| Médaille d'or      | Sergueï Bubka      | Ukraine        | -      | xo     | -      | -      | xo     | -      | o      | -      | DNF    | 6.01 m | CR    |
| Médaille d'argent  | Maksim Tarasov     | Russie         | -      | xo     | -      | o      | xxo    | o      | x-     | xx     |        | 5.96 m |       |
| Médaille de bronze | Dean Starkey       | États-Unis     | xo     | o      | o      | xxo    | xxo    | x-     | xx     |        |        | 5.91 m | SB    |
| 4                  | Tim Lobinger       | Allemagne      | o      | o      | o      | 3x     |        |        |        |        |        | 5.80 m |       |
| 5                  | Nick Buckfield     | Royaume-Uni    | o      | o      | 3x     |        |        |        |        |        |        | 5.70 m |       |
| 6                  | Pat Manson         | États-Unis     | xo     | o      | 3x     |        |        |        |        |        |        | 5.70 m |       |
| 7                  | Vadim Strogalyov   | Russie         | o      | xxo    | 3x     |        |        |        |        |        |        | 5.70 m |       |
| 8                  | Yevgeniy Smiryagin | Russie         | xo     | xxo    | 3x     |        |        |        |        |        |        | 5.70 m |       |
| 9                  | Martin Eriksson    | Suède          | o      | 3x     |        |        |        |        |        |        |        | 5.50 m |       |
| 9                  | Danny Krasnov      | Israël         | o      | 3x     |        |        |        |        |        |        |        | 5.50 m |       |
| 11                 | Trond Barthel      | Norvège        | xo     | 3x     |        |        |        |        |        |        |        | 5.50 m |       |
| —                  | Riaan Botha        | Afrique du Sud | -      | 3x     |        |        |        |        |        |        |        | NM     |       |
| —                  | Jean Galfione      | France         | -      | 3x     |        |        |        |        |        |        |        | NM     |       |

### Légende
Records et Performances
- AR : Record continental (area record)
- CR : Record des championnats (championship record)
- MR : Record du meeting (meet record)
- NR : Record national (national record)
- OR : Record olympique (olympic record)
- PR : Record paralympique (paralympic record)
- PB : Record personnel (personal best)
- SB : Meilleure performance personnelle de la saison (season's best)
- WL : Meilleure performance mondiale de l'année (world leader)
- WJR : Record du monde junior (world junior record)
- WR : Record du monde (world record)

Circonstances et Conditions
- DNF : N'a pas terminé (did not finish)
- DNS : N'a pas pris le départ (did not start)
- DQ : Disqualification (disqualification)
- NM : Aucun essai valable enregistré (No Mark)
- Q : Qualifié « directement » au prochain tour (ou à la prochaine compétition), lors d'une compétition majeure, grâce au classement ou à la réalisation des minima (automatic qualifier)
- q : Qualifié au prochain tour (ou à la prochaine compétition), lors d'une compétition majeure, grâce au repêchage ou à la réalisation de l'une des meilleures performances parmi celles des « non qualifiés directement » (grâce au meilleur temps ou à la meilleure distance par exemple) (secondary qualifier)